# Bomolocha brodescens
Bomolocha brodescens är en fjärilsart som beskrevs av William James Kaye 1922. Bomolocha brodescens ingår i släktet Bomolocha och familjen nattflyn. Inga underarter finns listade i Catalogue of Life.